# Albert le cinquième mousquetaire
Albert le cinquième mousquetaire (Albert the Fifth Musketeer) est une série télévisée d'animation franco-canadienne-britannique en 26 épisodes de 26 minutes, créée par Christophe Izard d'après le roman Les Trois Mousquetaires.
En France, la série a été diffusée à partir du 16 mars 1994 sur Canal+ dans l'émission Canaille Peluche et rediffusée en janvier 1995 sur France 3 dans les Minikeums puis sur T O 3. Au Québec, elle a été diffusée à partir du 6 septembre 1994 à Radio-Québec et rediffusée à partir du 2 mars 1998 sur Télétoon.

## Synopsis
Une erreur s'est glissée dans les romans d'Alexandre Dumas : les mousquetaires, D'Artagnan, Athos, Porthos et Aramis étaient accompagnés d'un cinquième mousquetaire : ce dernier s'appelait Albert de Parmagnan, il a été ignoré en raison de sa petite taille, mais sans lui les autres mousquetaires n'auraient jamais réussi à battre un seul garde du Cardinal.
Selon le générique du dessin animé, si Albert « n'a pas été reconnu par l'Histoire, c'est qu'à l'heure des honneurs, il préfère aller respirer l'air du soir et le parfum des fleurs. Hourra pour Albert ! »

## Fiche technique
- Titre : Albert le cinquième mousquetaire
- Réalisateur : Alain Sion
- Scénario (d'après les personnages d'Alexandre Dumas) : Christophe Izard, Gilles Taurand, Olivier Massart, Michel Haillard, Patrick Régnard, Gilles Adrien, Olivier Montegut
- Direction artistique : Jean-Baptiste Cuvelier
- Décors : Michel Herbinet
- Animation : Olivier Jean-Marie (supervision)
- Musique : Kick Production ; Jean-Jacques Debout (chanson du générique)
- Production : Christophe Izard et Theresa Plummer-Andrews (exécutifs) ; Christian Davin, Michael Shields, Peter Hille et Ronald A. Weinberg (délégués)
- Sociétés de production : Animation Services, France Animation, CINAR, France 3, Canal+, Ravensburger, Videal, BBC Children's International Woodlands
- Format : Couleurs - 35 mm - Son mono
- Genre : animation, cape et épée
- Nombre d'épisodes : 26
- Durée : 26 minutes
- Dates de première diffusion :  France : 16 mars 1994 sur Canal+

## Voix françaises
- Roland Giraud : Albert
- Christian Alers : le roi Louis XIII
- Bernard Dhéran : le cardinal de Richelieu
- Corinne Le Poulain : la reine Anne d'Autriche
- Évelyne Séléna : Milady de Winter
- Michel Le Royer : le duc de Buckingham, Athos et voix additionnelles
- Francis Lax : M. de Tréville, Aramis et voix additionnelles
- Gérard Hernandez : D'Artagnan et voix additionnelles
- Serge Lhorca : Porthos

## Épisodes
1. Les Escarpins du Roi
2. Le Gorille de Sa Majesté
3. Le Carrosse d'or
4. Le Complexe du Roi
5. Cuisine royale
6. Le Portrait robot
7. Le Trésor d'Anatole
8. Patchouli pour la Reine
9. Le Roi des voleurs
10. L’Espion
11. La Mission cacao
12. La Nounou de la Reine
13. Le Jardin de Sa Majesté
14. L’Affaire de la perruque
15. Le Bouffon du Roi
16. Les Gammes de Buckingham
17. Le Comte de Quicostro
18. Le Retour de la Reine-mère
19. Le Complot de l'oreiller
20. La Journée du mousquetaire
21. Vous avez dit fantôme
22. L'Ambassadeur
23. Les Tortues de la Reine
24. Mauricette Croûton
25. Des fraises pour le Roi
26. La Doublure du duc

## Produits dérivés

### Sorties vidéo
- 15 avril 2003 : Albert le 5e mousquetaire, épisodes 1 à 12 (4 DVD à l'unité), Alpamedia
- 1er novembre 2005 : Albert le 5e mousquetaire : L'intégrale, vol. 1 (3 DVD), IDP
- 31 décembre 2008 : Albert le 5e mousquetaire : L'intégrale, vol. 1 (3 DVD), IDP